# Berit Mørdre Lammedal
Berit Mørdre Lammedal, née le 16 avril 1940 et morte le 23 août 2016, est une fondeuse norvégienne.

## Biographie
Elle est licenciée au club Romerikslagets IL.
Entre 1965 et 1974, elle remporte treize titres de championne de Norvège.
Au niveau international, elle remporte sa première médaille aux Championnats du monde 1966, où elle est en argent sur le relais. Deux ans plus tard, elle remporte le titre olympique à Grenoble dans cette discipline, en plus de gagner la médaille d'argent sur le dix kilomètres, devenant la première médaillée norvégienne avec Inger Aufles en ski de fond (au programme depuis 1956). Aux Jeux olympiques d'hiver de 1972, elle ne fait mieux que septième en individuel (5 kilomètres), mais prend la médaille de bronze au relais.
En 1974, elle gagne au Festival de ski d'Holmenkollen sur le cinq kilomètres.
En 1976, elle gagne la première édition féminine de la Birkebeinerrennet. Active jusqu'en 1978, elle est réputée pour son état d'esprit combatif qui permet à la Norvège d'obtenir des bons résultats en relais.
En 1971, elle a reçu la médaille Holmenkollen. Elle travaille ensuite dans la police à Oslo.

## Palmarès

### Jeux olympiques
- Jeux olympiques d'hiver de 1968 à Grenoble :
  -  Médaille d'or en relais 3 × 5 km.
  -  Médaille d'argent sur 10 km.
- Jeux olympiques d'hiver de 1972 à Sapporo :
  -  Médaille de bronze en relais 3 × 5 km.

### Championnats du monde
- Mondiaux 1966 à Oslo :
  -  Médaille d'argent en relais 3 × 5 km.